# Hemixantha pulchripennis
Hemixantha pulchripennis är en tvåvingeart som beskrevs av Friedrich Georg Hendel 1911. Hemixantha pulchripennis ingår i släktet Hemixantha och familjen Richardiidae. Inga underarter finns listade i Catalogue of Life.